# セバスティアーノ・デル・ピオンボ

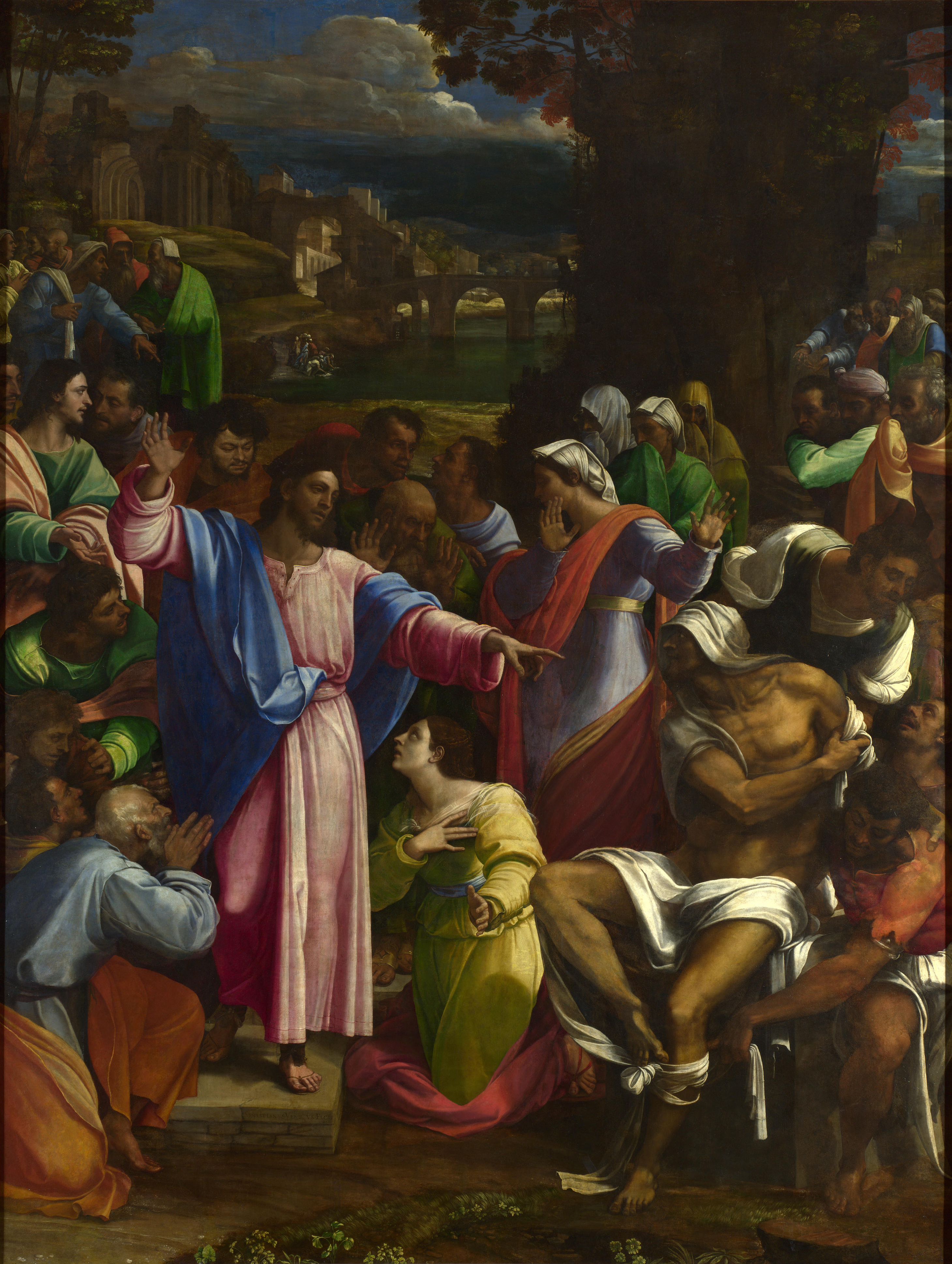
セバスティアーノ・デル・ピオンボ『ラザロの復活』（1517年 - 1519年）ナショナル・ギャラリー (ロンドン)

セバスティアーノ・デル・ピオンボ（Sebastiano del Piombo, 1485年頃 ヴェネツィア - 1547年6月21日 ローマ）は、ルネサンス期からマニエリスム期にかけて活動したイタリアの画家。ヴェネツィア派の配色、ローマ派の堂々とした構図で有名である。

## 音楽家から画家に
ピオンボはヴェネツィア派に属するが、活動のほとんどはローマであった。最初は音楽家、主にリュートのソリストとして、ヴェネツィア貴族の中で人気を得た。しかし、ほどなく画家に転じ、ジョヴァンニ・ベリーニ、続いてジョルジョーネの弟子となった。ピオンボの作品にはこの2人の影響がよく出ている。それで、『サロメ』（1510年）など、ピオンボの作品のいくつかがジョルジョーネの作品と間違えられたりした。
ピオンボの最初の絵とされるのは、サン・ジョヴァンニ・クリソストモ教会のための祭壇画で、師匠だったジョルジョーネのスタイルを手本にしたものだった。描かれているのは、2人の女性聖者、3人の男性聖者に向かって、朗朗と説教している聖ヨハネス・クリュソストモスで、手前にはマグダラのマリアもいる。

## ローマ時代
1511年から1512年にかけてピオンボは、ヴィラ・キージ（現在ヴィラ・ファルネジーナ）の「ガラテアの部屋」のルネッテ（半円形の壁）に神話的題材の絵を描いていたバルダッサーレ・ペルッツィの手伝いをした。そこではラファエロも『ガラテアの凱旋』を描いていた。
ジョルジョ・ヴァザーリによると、ミケランジェロはピオンボの友人で、ピオンボの絵が上達するよう絵の図案を提供したと言い、具体的に、ヴィテルボのコンベンツアル教会の『ピエタ』、ローマのサン・ピエトロ・イン・モントリオ教会ボルゲリーニ礼拝堂の『キリストの変容』と『キリストの鞭打ち』、そして有名な『ラザロの蘇生』（現在ロンドンのナショナル・ギャラリー所蔵）の4作を例として挙げている。
縦3.5m x 横2.5m、1771年に木からカンヴァスに写された時の主人公の大きさは等身大だったという大作『ラザロの蘇生』でもっとも目立つのは、ディテールの知識、感情表現のクオリティ以上に、深い画法の理解である。この絵は1517年から1519年にかけて、ジュリオ・デ・メディチ（ナルボンヌ司教、後のローマ教皇クレメンス7世）のために描かれたもので、18世紀はじめにオルレアン公が購入するまでナルボンヌ大聖堂にあり、その後、1792年（フランス革命時）に、イングランドのオルレアン・ハウス・ギャラリーに移された。ラザロや、その回りで忙しそうに働く人物たちには、確かにミケランジェロの図案が認められると言われてきた。また大英博物館には、ミケランジェロ自筆のものと思われるラザロの2枚のスケッチが残っている。実はこの絵はミケランジェロが描いたのだという意見もかつてはあったが、それはどうも疑わしい。なぜなら、絵の制作がスタートした時、ミケランジェロはローマを去っていたからだ。なお、ラファエロの『キリストの変容』も、同じ頃、同じパトロンのために描かれたものである。2作は一緒に展示されたが、お世辞にもピオンボの作品が優れていると言う人はいなかった。
ピオンボの『キリストの鞭打ち』は、普通フレスコ画とされているが、ヴァザーリによると、元々は壁に油彩で描かれたものだったということだ。この技法は最初ドメニコ・ヴェネツィアーノが実践したもので、多くの画家がそれに続いたが、色の黒ずみを防ぐのに成功したのはピオンボしかいなかった。絵の中のキリストの図案はミケランジェロだろうと、多くの研究家たちは考えている。ピオンボは、普通でも遅筆だったが、この絵と『キリストの変容』には、完成まで何と6年の歳月を要した。

## 鉛の職への昇進
ジュリオ・デ・メディチがローマ教皇クレメンス7世になって、 piombatore （教皇室の教皇書簡に鉛の印章 piombo を捺印する役職）が空位になった。その職をめぐって2人の画家が争った。1人は、これまで比較的貧しかった男で、名前はセバスティアーノ・ルチアーニ（Sebastiano Luciani）。もう1人はジョヴァンニ・ディ・ウーディネという男だった。修道士の服を身につけたセバスティアーノは、ジョヴァンニに年300スクード（銀貨）支払うという条件を持ちかけ、このとても金になる職を手に入れた。言うまでもなく、デル・ピオンボ（del Piombo）という名前は、この職に由来するものである。もし彼がこれまで通り遅々として絵を描き続けていたならば、もしかしたら、現代では鼻にもかけられない存在になっていたかも知れない。
鉛の職に就いて以降、ピオンボが描いた絵は少ないが、アクイレイアの総大司教のために描いた『十字架を運ぶキリスト』と『キリストの遺骸と聖母』といった作品がある。前者は石の上に描かれたもので、ピオンボ自身が開発した技法である。同じ時期にスレートにも『十字架を運ぶキリスト』を描いていて、スレートがそのまま背景になっている。それは現在ベルリンのギャラリーにあり、そこには、やはり同じ方法で描かれた、アリマタヤのヨセフに支えられるキリストの遺骸の絵があり、泣いているマグダラのマリアの巨大な半身像も描かれている。

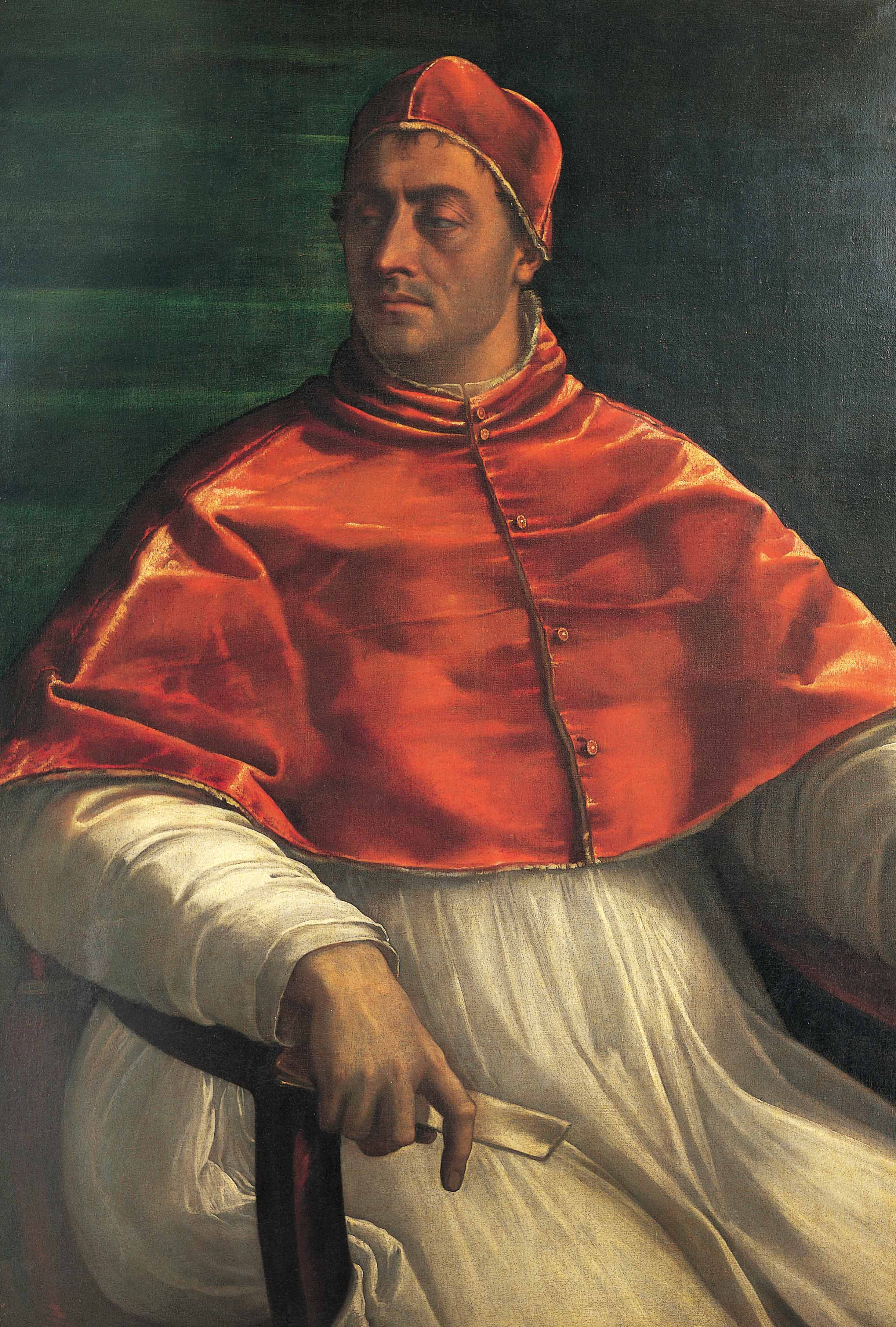
セバスティアーノ・デル・ピオンボ『クレメンス7世の肖像』（1526年）ナポリ、カポディモンテ美術館

晩年、ピオンボは、ミケランジェロの『最後の審判』を巡って、ミケランジェロ本人と激しい口論となり、教皇に、絵は油彩で仕上げなければならないと唆した。しかし、ミケランジェロは、フレスコでしか描かないという最初の意志を貫き、教皇には、油など女たちか修道士セバスティアーノみたいな怠け者にしか適さないときっぱり返答した。これ以降、2人の関係は、ピオンボが死ぬまでずっと冷え切ったままだった。
1547年、ピオンボは激しい高熱と多血質からローマで亡くなった。死ぬ前に、サンタ・マリア・デル・ポポロ教会での埋葬は聖職者・修道士、さらに灯りを抜きで行い、節約されたお金は貧しき人々に渡るよう、遺言した。
ピオンボの元には多数の弟子たちが集まったが、ピオンボの遅筆さと自分に甘い性格のため、順応できたのはトマーゾ・ラウレティくらいだった。ピオンボは自分でも想像力に欠けるところがあると判っていたのだろう、肖像画家として有名になることに勤めた。その中でも、ローマ、ドーリア・パンフィーリ美術館にある『アンドレア・ドーリアの肖像』は特に有名な絵の1枚である。ロンドンのナショナル・ギャラリーにも2枚の好例がある。1枚はイッポーリト・デ・メディチ枢機卿と一緒にいる修道士姿のピオンボの自画像、もう1枚は、ピアンボの初期の作品の1つとされていた、聖アガタに扮した女性の肖像画で、イッポーリトが枢機卿になる前の恋人だったジュリア・ゴンザーガがモデルではないかと言われてきたが、現在ではそれは疑問視されている。他には、マルカントニオ・コロンナ、ヴィットリア・コロンナ、ペスカーラ侯爵フェルディナンド、ローマ教皇のハドリアヌス6世、クレメンス7世、パウルス3世、さらにミケーレ・サンミケーリ、アントン・フランチェスコ・デッリ・アルビッツィ、ピエトロ・アレティーノの肖像画がある。アレンティーノの妹のものと思われる肖像画もアレッツォとベルリンのギャラリーにある。

## 主な作品

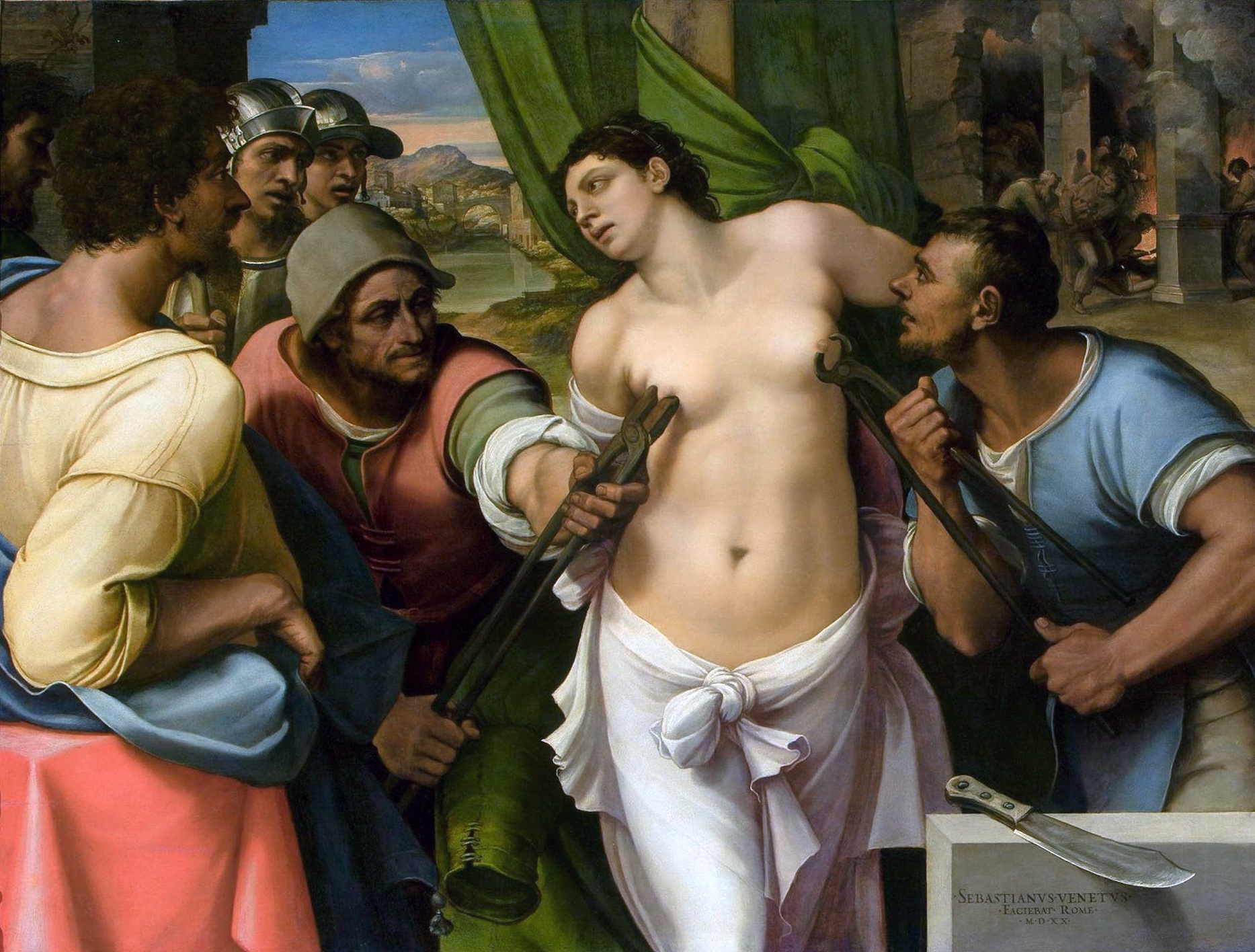
セバスティアーノ・デル・ピオンボ『聖アガタの受難』フィレンツェ、ピッティ宮

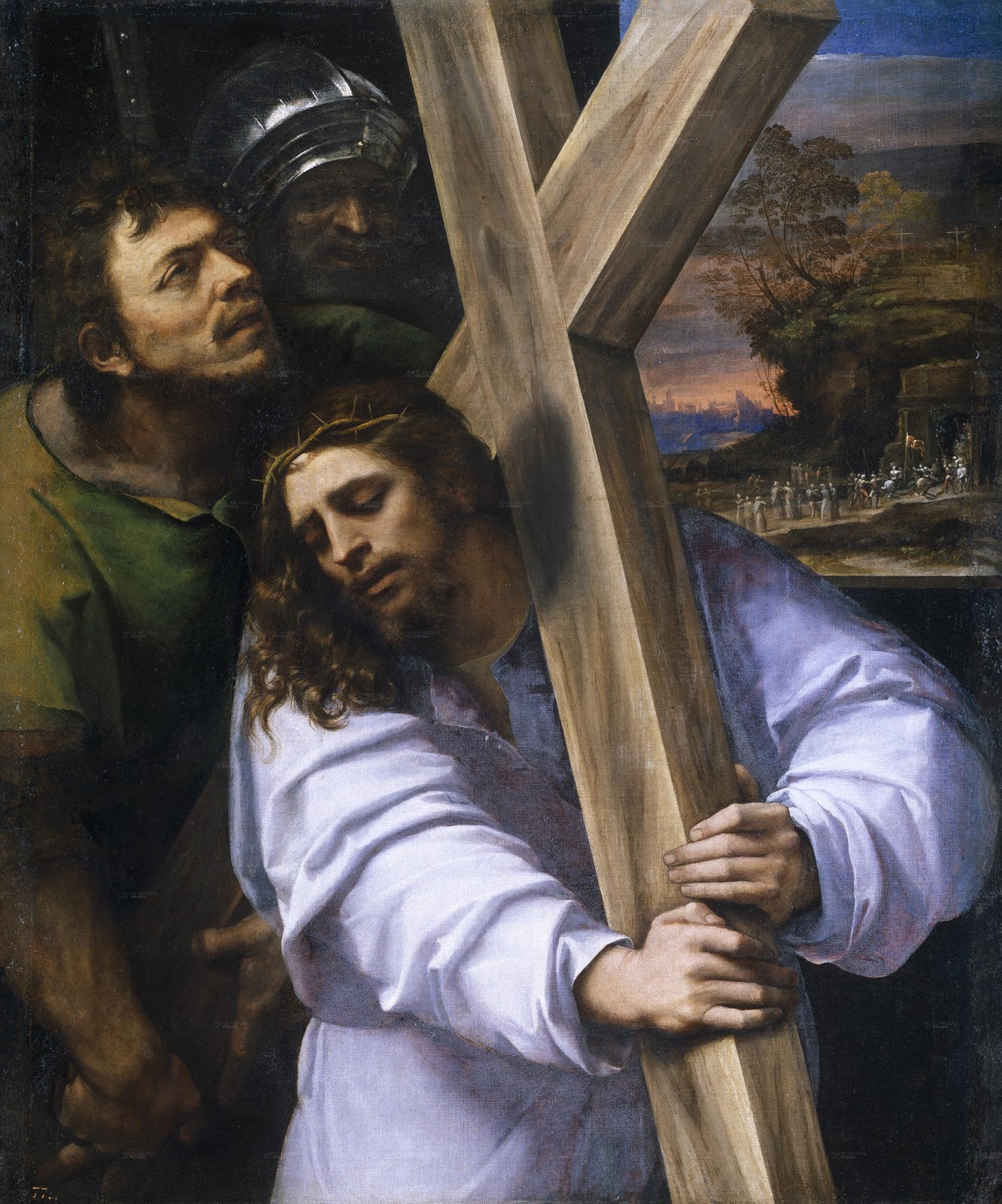
セバスティアーノ・デル・ピオンボ『十字架を担うキリスト』(1516年ごろ）マドリード、プラド美術館

- 聖家族と聖カタリナ、聖セバスティアヌス、寄進者（1507年頃）-パリ、ルーヴル美術館
- 聖ヨハネス・クリュソストモス（1509年）
- ポリュフェモス（1511年）  - フレスコ。ローマ、ヴィラ・ファルネジーナ
- 変身（1511年） - フレスコ。ローマ、ヴィラ・ファルネジーナ
- サロメ
- 聖アガタの受難 - フィレンツェ、ピッティ宮
- キリストの変容/キリストの鞭打ち - ローマ、サン・ピエトロ・イン・モントリオ教会
- ある男性の肖像（1515年頃） - 油彩、ポプラ、115 x 94 cm。ブダペスト美術館
- ある少女の肖像（1515年頃） - 油彩、木、52.5 x 42.8 cm。ブダペスト美術館
- 戦士の肖像（1515年頃）
- ピエタ（1517年頃） - 板絵。ヴィテルボ市立美術館
- 聖母子と聖ヨセフ、洗礼者聖ヨハネおよび寄進者（1517年） - 油彩、木、 ナショナル・ギャラリー (ロンドン)
- ラザロの復活（1517年 - 1519年） - 油彩、木 (キャンバスに移転)、 ナショナル・ギャラリー (ロンドン)
- アンドレア・ドーリアの肖像（1526年） - ローマ、ドーリア・パンフィーリ美術館
- クレメンス7世の肖像（1526年） - ロサンゼルス、ゲティー・センター
- 聖母の誕生（制作年不明） - 油彩、火山砕屑岩。ローマ、サンタ・マリア・デル・ポポロ教会
- 十字架を運ぶキリスト（1535年 - 1540年） - 油彩、石板、157 x 118 cm。ブダペスト美術館
- 十字架を担うキリスト (1516年頃）-マドリード、プラド美術館
- キリストの黄泉下り (1516年) - マドリード、プラド美術館
- 賢明なる聖母に扮した若い女性の肖像（1510年） - ナショナル・ギャラリー (ワシントン)
- ベンディネッロ・サウリ枢機卿、その秘書、2人の地理学者（1516年） - ナショナル・ギャラリー (ワシントン)
- ある人文主義者の肖像（1520年） - ナショナル・ギャラリー (ワシントン)
- 天使に呼びかけられる予言者（1516年 - 1517年） - ナショナル・ギャラリー (ワシントン)

## 参照
1. ↑  池上英洋『神のごときミケランジェロ』新潮社、2013年、73頁。ISBN 978-4-10-602247-0。